# Ли Качхиу, Джон
Джон Ли Качхиу (иер. 李家超, кант.-рус. Лэй Качхиу, кит.-рус. Ли Цзячао; англ. John Lee Ka-chiu; род. 7 декабря 1957, Британский Гонконг) — гонконгский государственный деятель, глава администрации Гонконга с 1 июля 2022 года. В прошлом он занимал крупные должности, связанные с безопасностью и полицией. До апреля 2022 года занимал должность главного секретаря администрации Гонконга, вторую по значимости после главы администрации.

## Карьера
Ли учился в католическом колледже Ва Янь в 1970-77 годах. Одноклассники вспоминали о нём как о прилежном ученике, который «думал, чем он может помочь Гонконгу и своей стране» (на тот момент — Великобритании).
В возрасте 20-ти лет, в 1977 году Ли Качхиу вступил в Королевскую полицию Гонконга на должность инспектора-стажера. Впоследствии он сменил множество оперативных должностей в различных следственных отделах, параллельно получив степень магистра государственной политики и администрирования в Университете Чарлза Стёрта в Австралии. Также он учился в лондонском Королевском училище обороны.
В 2012 году при Лян Чжэньине Джон Ли стал младшим секретарём по безопасности. На этой должности он занимался многими общественными проблемами, при этом его критиковали за спорные методы реагирования на них. Так, в июне 2014 года, во время протестов против государственного «Плана развития» на северо-востоке Новых территорий, полицейских обвиняли в том, что они, маскируясь под протестующих, подначивали их к незаконным действиям, включая штурм Законодательного совета. Джон Ли сначала отрицал эти заявления, а затем признал, что полицейские в штатском действительно отправлялись на митинги, но они «не отыгрывали протестующих».
В июле 2017 года, при администрации Кэрри Лам, Джона Ли повысили до секретаря по безопасности. В 2019 году Джон был одним из главных сторонников Билля об экстрадиции, вызвавшего масштабные протесты. Также в июле 2020 года он стал одним из десяти членов Комитета по обеспечению национальной безопасности в Гонконге. В декабре 2020 года Джон Ли поддержал заморозку банковских счетов оппозиционного депутата Тэда Хёя, представлявшего интересы протестующих. Он также пригрозил блокировкой других счетов, в том числе принадлежащих родственникам политика, если они «будут сочтены причастными к преступлению». В январе 2021 года, на фоне ареста 53-х продемократических активистов, Джон Ли заявил Законодательному совету, что они «подрывали государственную власть» и «собирались устроить государственный переворот» . Кроме того он заявил, что новопринятый Закон о национальной безопасности даст полиции больше полномочий для слежки и перехвата коммуникаций.
25 июня 2021 года Джон Ли стал главным секретарём администрации Гонконга. Он стал третьим бывшим полицейским, получившим вторую высшую должность в регионе, со времён Уильяма Кейна (колониального секретаря в 1946—1854 годах) и Фрэнсиса Генри Мэя (в 1902—1911 годах). Последний также был единственным главой региона с полицейским прошлым до Джона Ли.
В январе 2022 года, после ареста сотрудников авторитетного оппозиционного издания Лапцхён Саньмань (Stand News), Джон Ли заявил освещавшим это американским СМИ, что «если они и правда заинтересованы в свободе слова, они должны поддерживать действия против людей, что незаконно эксплуатируют СМИ в своих политических и личных целях».
6 апреля 2022 года Ли заявил об увольнении с должности. Он стал единственным кандидатом, одобренным центральным правительством Китая на должность главы администрации Гонконга. В ходе избирательной кампании его критиковали за то, что он не сформировал свой предвыборный манифест перед тем, как баллотироваться, на что Ли отвечал, что «выборный комитет уже знал его и доверял ему, поэтому манифест не был ключевым элементом его кампании». Также сообщалось, что дети Джона Ли, Гилберт Ли Маньлун и Джеки Ли Маньчёнь, были связаны деловыми отношениями с членами выборного комитета. Несмотря на отсутствие соперников, Джон Ли сказал, что выборы были для него «непростыми».
8 мая 2022 года выборный комитет из полутора тысяч человек избрал Джона Ли на пост главы Гонконга.

## Личная жизнь
Жена и двое детей Джона Ли имеют британское подданство, что даёт самому Ли право его получить. Ранее он уже имел подданство Великобритании, но в 2012 году отказался от него, чтобы получить должность младшего секретаря по безопасности.
В августе 2020 года, приказом президента США Дональда Трампа, Джон Ли оказался под санкциями Министерства финансов США за действия против самостоятельности Гонконга. Позже в октябре того же года Государственный департамент США включил его в список из десяти человек, «значительно поспособствовавших Китаю в невыполнении Объединённой китайско-британской декларации и Основного закона Гонконга». В апреле 2022 года предвыборный YouTube-канал Джона Ли был заблокирован из-за американских санкций. Его аккаунты в Facebook и Instagram не были заблокированы, но им ограничили платёжный функционал, также из-за санкций США
.
У Ли есть домработница, в феврале 2022 года у неё диагностировали Covid-19. Тесты самой семьи Ли не выявили болезни, но он был вынужден уйти на самоизоляцию.
Джон Ли владеет апартаментами в King’s Park Villa в районе Хо Мань Тинь, он купил их в 1997 году за 12.5 миллионов гонконгских долларов.
Среди сторонников оппозиции Джон Ли получил прозвище «Пикачу» (из-за созвучия его имени на кантонском языке).
Ли заявил, что исповедует католицизм.